# Nižná Pisaná
Nižná Pisaná (Hongaars: Alsóhímes) is een Slowaakse gemeente in de regio Prešov, en maakt deel uit van het district Svidník.
Nižná Pisaná telt 93 inwoners.
Belejovce · Beňadikovce · Bodružal · Cernina · Cigla · Dlhoňa · Dobroslava · Dubová · Dukovce · Fijaš · Giraltovce · Havranec · Hrabovčík · Hunkovce · Jurkova Voľa · Kalnište · Kapišová · Kečkovce · Kobylnice · Korejovce · Kračúnovce · Krajná Bystrá · Krajná Poľana · Krajná Porúbka · Krajné Čierno · Kružlová · Kuková · Kurimka · Ladomirová · Lúčka · Lužany pri Topli · Matovce · Medvedie · Mestisko · Mičakovce · Miroľa · Mlynárovce · Nižná Jedľová · Nižná Pisaná · Nižný Komárnik · Nižný Mirošov · Nižný Orlík · Nová Polianka · Okrúhle · Príkra · Pstriná · Radoma · Rakovčík · Rovné · Roztoky · Soboš · Stročín · Svidnička · Svidník · Šarbov · Šarišský Štiavnik · Šemetkovce · Štefurov · Vagrinec · Valkovce · Vápeník · Vyšná Jedľová · Vyšná Pisaná · Vyšný Komárnik · Vyšný Mirošov · Vyšný Orlík · Železník · Želmanovce